# Bandeira do Império Otomano
Considera-se bandeira do Império Otomano qualquer uma das bandeiras utilizadas pelos Sultões da Dinastia Otomana. Várias bandeiras foram usadas durante o Império Otomano, tendo o sultão usado também em diferentes ocasiões, distintas bandeiras pessoais. Devido à complexa organização social e política do Império Otomano, durante a maior parte da sua história não houve apenas uma bandeira nacional, até 1844. Em 1844, como parte das reformas do Império Otomano, a primeira bandeira nacional oficial do Império Otomano foi adoptada. Essa bandeira, com uma estrela de cinco pontas e um crescente, forma também a base da actual bandeira da Turquia, república sucessora do Império Otomano em 1923. 

## Sinalizadores iniciais
Os exércitos otomanos pré-modernos usavam o padrão de estandartes em vez de bandeiras. Esses padrões permaneceram em uso ao lado de bandeiras até o século XIX.

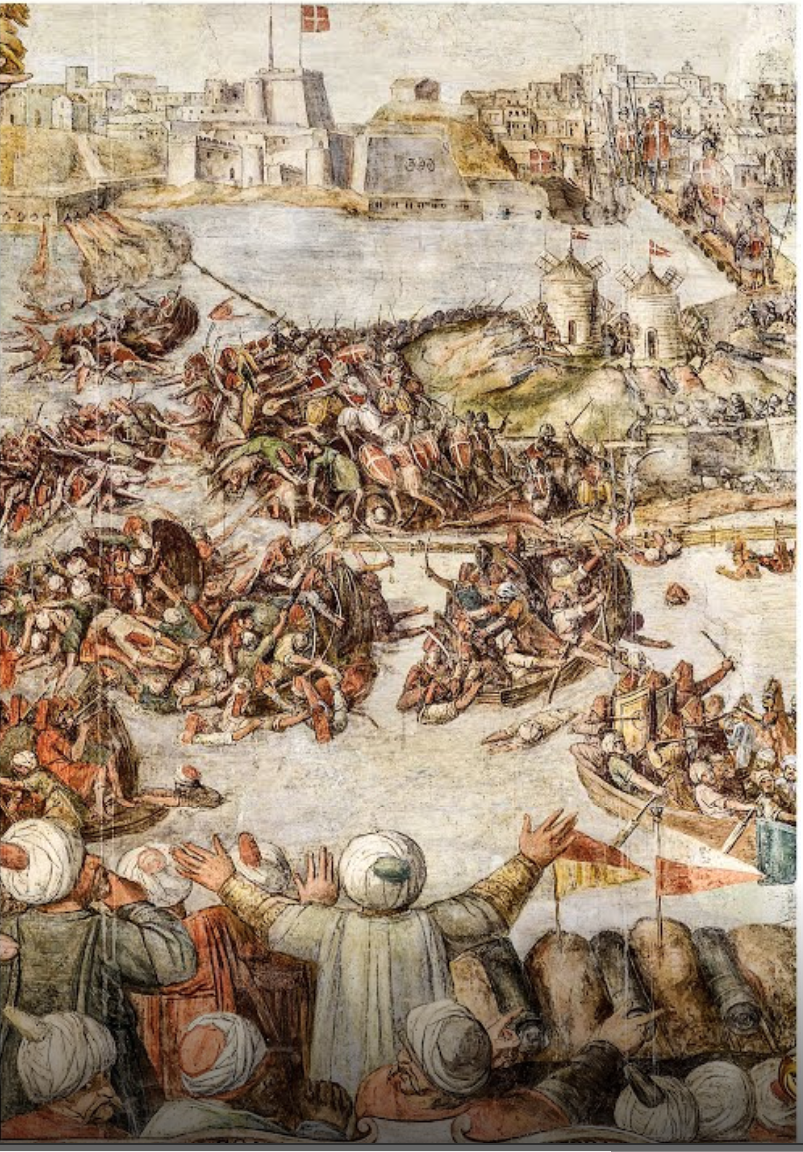
Bandeiras otomanas em um afresco de 1581 de Matteo Perez d'Aleccio retratando o Cerco de Malta
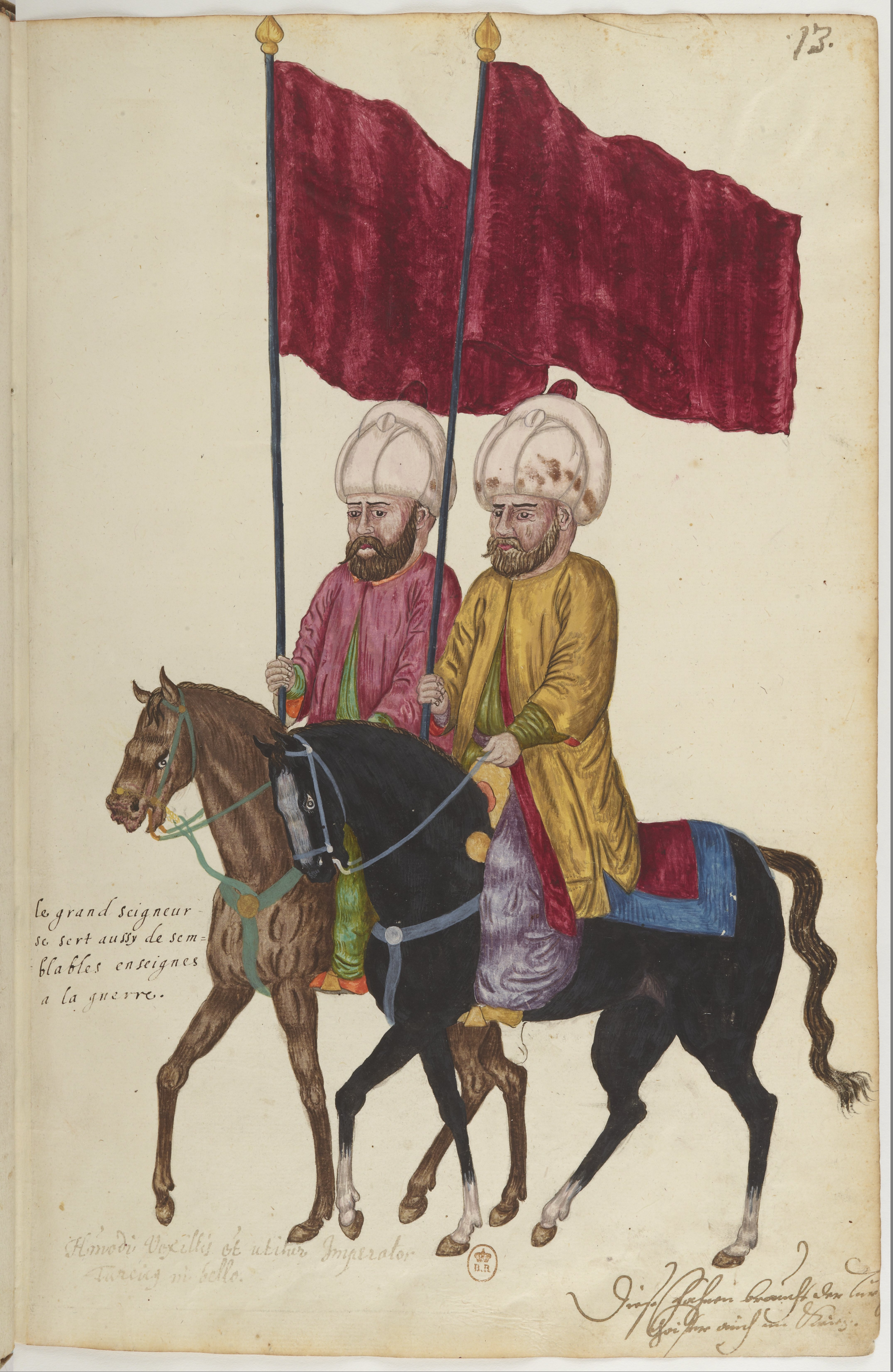
Bandeiras Vermelhas Simples para a comitiva do sultão.Moeurs et costumes des Orientaux.sem data
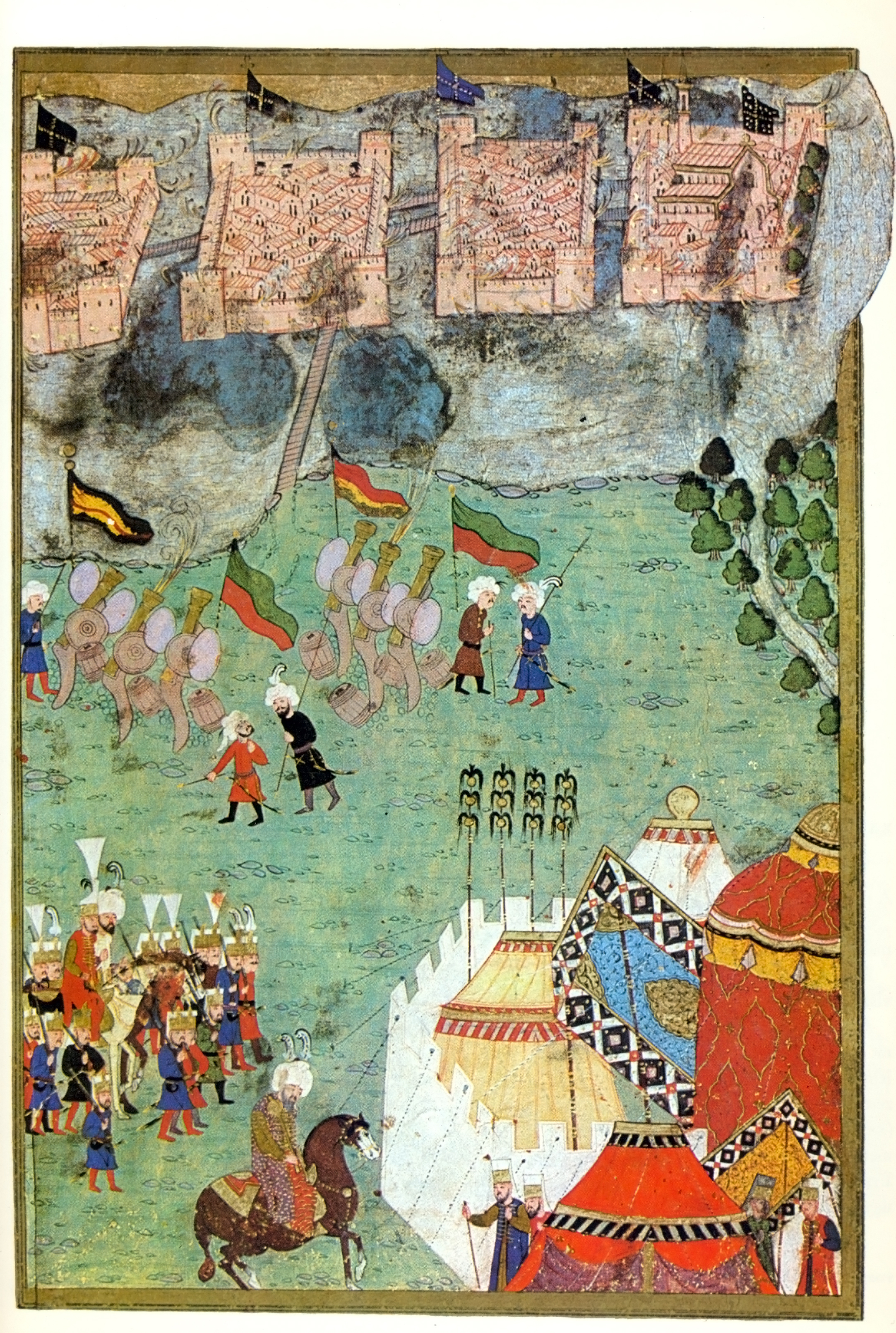
Várias bandeiras e estandartes otomanas antes da Batalha de Szigetvár em 1556.
Bandeira Zulfiqar capturada durante a Batalha de Guruslău em 1601.
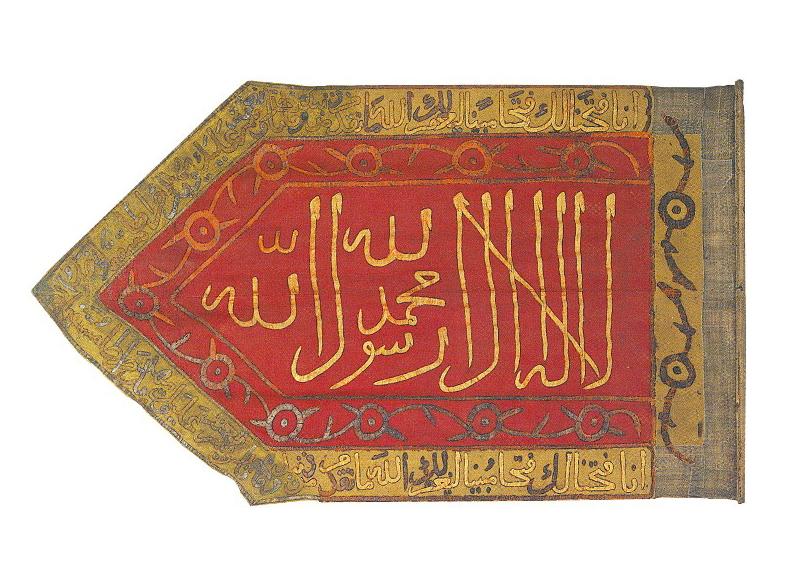
Bandeira Militar otomana capturada no Cerco de Viena(1683)(nela está a Chahada)
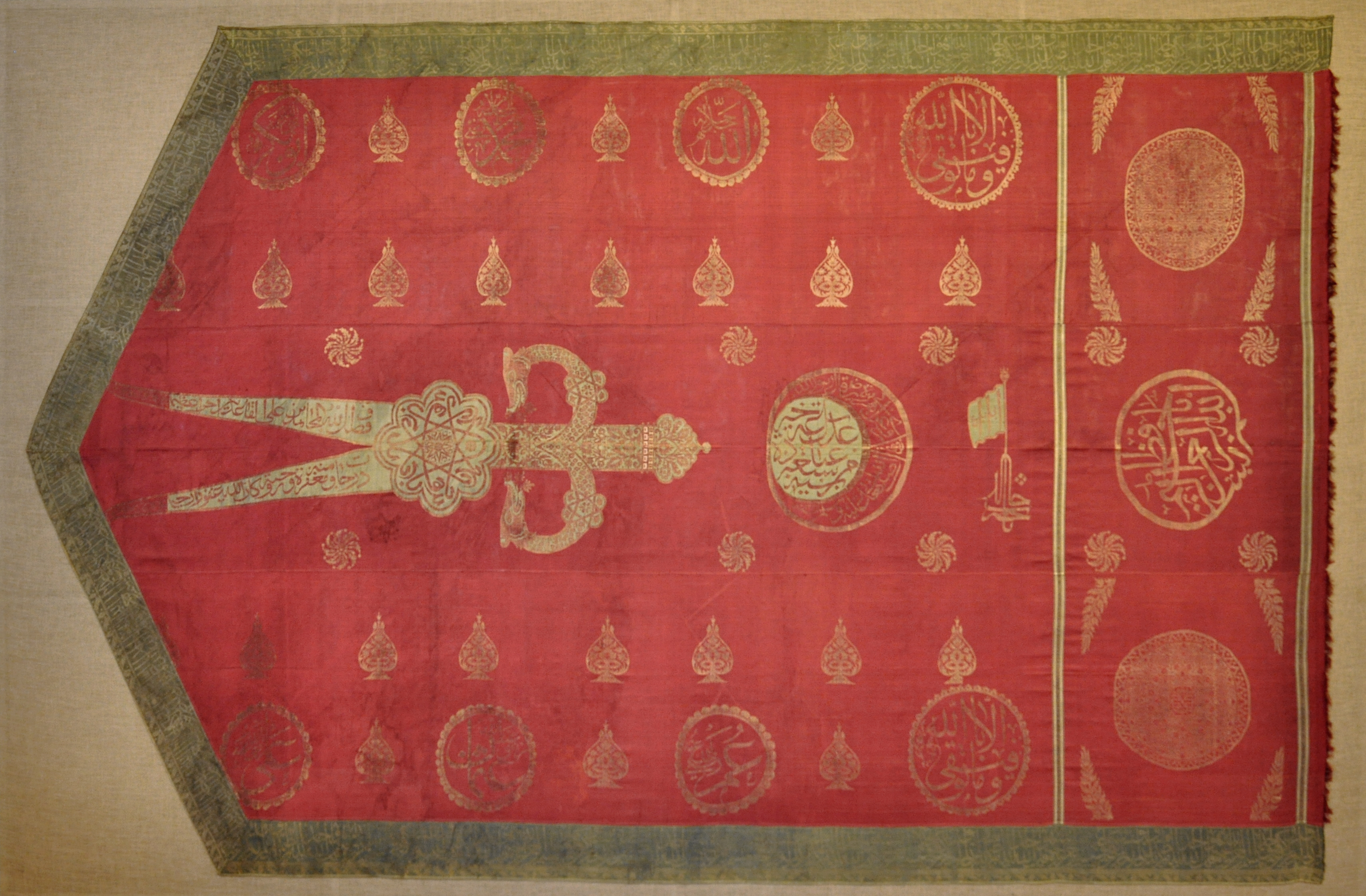
Exemplo de uma bandeira Zulfiqar do início século 19
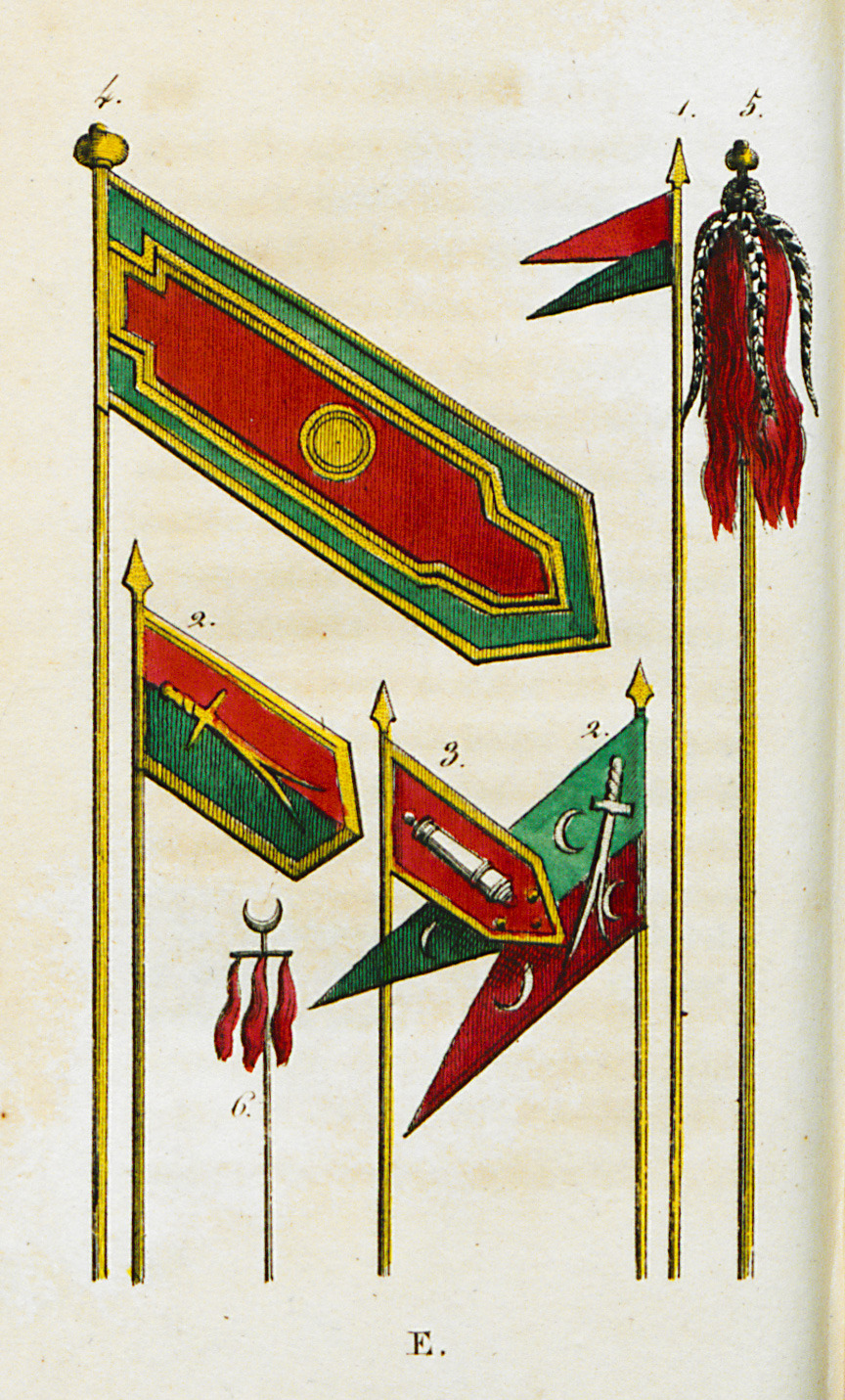
Bandeiras o exército otomano de 1812.
Brasão da Moldávia de 1812.Como apoiadores de bandeiras que o sultão Mamude II(1808 - 1839)pode ter concedido a Scarlat Callimachi(1806 - 1819)
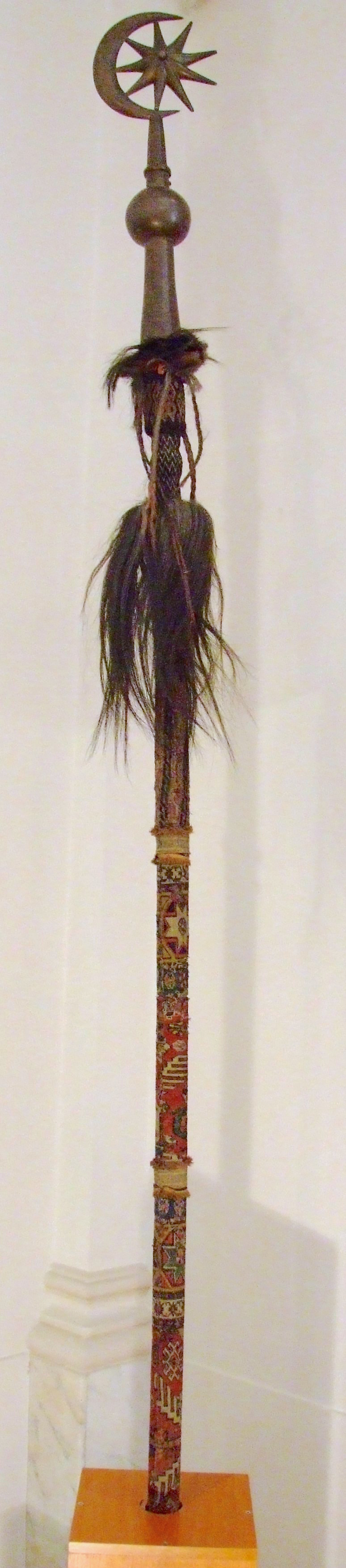
Estandarte militar otomano capturado na guerra de Guerra de independência da Romênia

## Estrela e crescente bandeira
Após a conquista de Constantinopla em 1453, a lua crescente e o símbolo da estrela começaram a ser usados nas bandeiras dos povos turcos. Originalmente, as bandeiras otomanas costumavam ser verdes. No entanto, a bandeira foi definida como vermelha por decreto de 1793, e uma estrela de oito pontas foi adicionada. A versão vermelha da bandeira se tornou onipresente no reinado de Selim III. A estrela de cinco pontas não apareceu até a década de 1840.

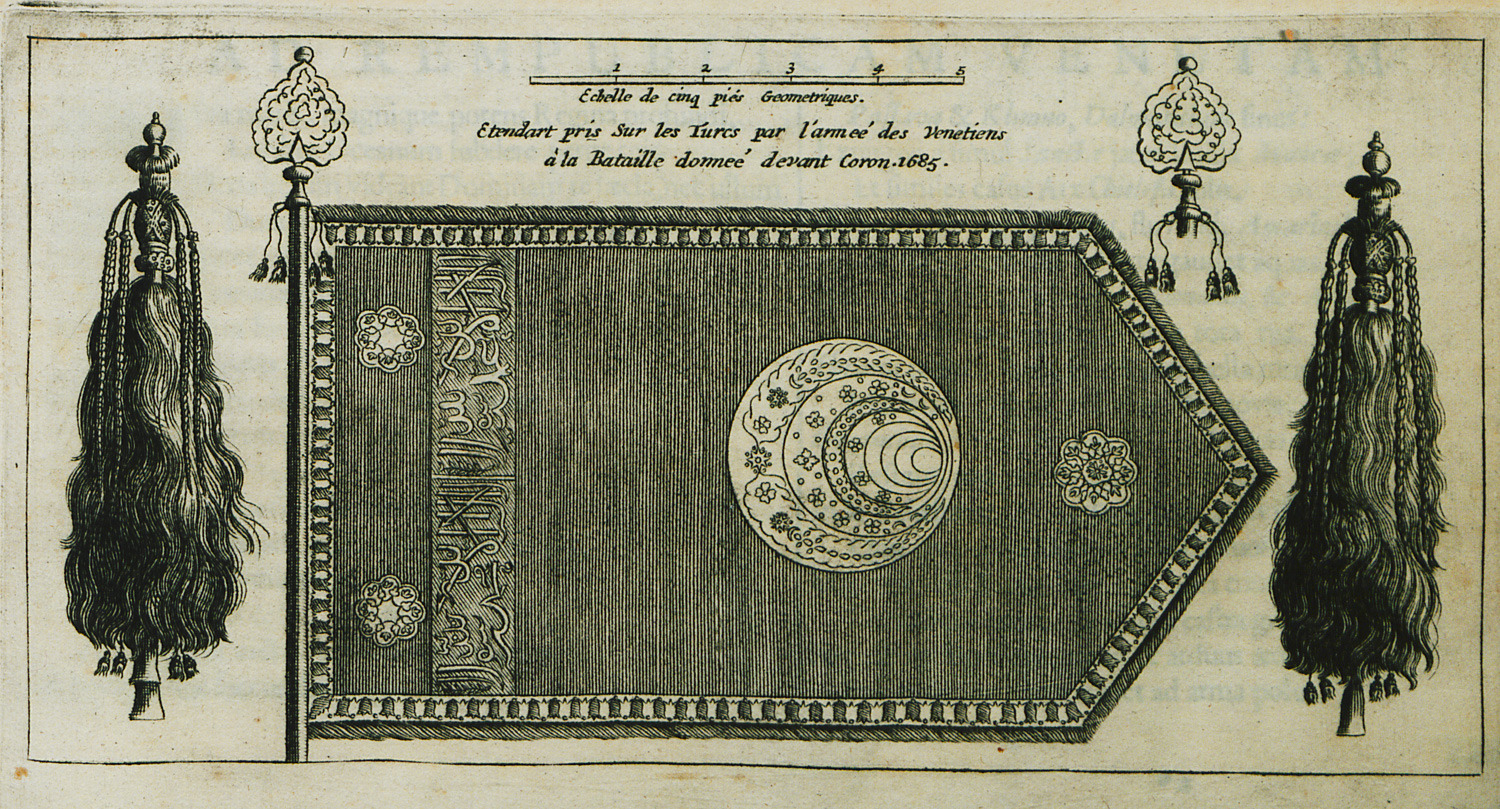
Bandeira Crescente e estandartes tugh capturados no Cerco de Coron em 1685
Bandeira do exército com crescente,como descrito em uma ilustração em 1721 de Ata'i Hamse
''Bandeira dos turcos azul'', vista por volta de 1780
Bandeira ''Roxo Turco'', também usada nas paradas de 1780
''Padrão turco'', em Bandeiras Navais de Bowles do mundo, 1783